# Privilege Ibiza
L'UNVRS , precedentemente  Privilege Ibiza e noto dal 1978 al 1995 come Ku Club, era una discoteca spagnola situata a San Rafael, sull'isola di Ibiza, definita dal Guinness dei primati la più grande discoteca spagnola, capace di accogliere circa 10 000 persone nei suoi 6 500 m².

## Storia
Situata a San Rafael, tra la città di Ibiza e Sant Antoni de Portmany, non lontano da l'Amnesia e l'Ushuaïa Ibiza Beach Hotel, la struttura venne inaugurata nel 1978 con il nome Ku Club, ristrutturando un locale adibito in precedenza come ristorante. Rinnovata nel 1994 e rinominata Privilege Ibiza, la discoteca conta una stanza principale della grandezza di un hangar, con un soffitto di 25 metri e una piscina al centro.
Il 29 maggio 1987 Freddie Mercury e Montserrat Caballé presentarono il singolo Barcelona, tratto dall'omonimo album, in questa discoteca.

## Resident DJs[4]
- Adam Beyer
- Ben Klock
- Carl Cox
- Marcel Dettmann
- Jayda G
- Alex P
- Deborah De Luca
- Dennis Cruz
- Sindey Charles
- The Blessed Madonna
- Young Marco
- Luca Donzelli
- Jamie Jones
- Seb Zito